# Burgruine Haselstein
Die Burg Haselstein ist die Ruine einer Höhenburg direkt am Ortsteil Haselstein der Gemeinde Nüsttal im Landkreis Fulda in Hessen.

## Lage
Die Reste der Burganlage, etwa 4,5 km östlich von Hünfeld in der hessischen Rhön, liegen auf einem schroff über das Umland aufragenden Phonolithkegel des Haselsteins bei etwa 465 m ü. NN, der 780/781 als „Hasalahastein“ und Grenzpunkt erstmals urkundlich erwähnt wurde. Von der Burgruine bietet sich ein guter Ausblick in den östlichen Teil des Hessischen Kegelspiels.

## Geschichte
Die vermutlich im 11. Jahrhundert (oder auch schon früher) von den Herren von Haselstein erbaute Höhenburg wurde 1113 erstmals erwähnt, als der Abt Wolfhelm von Fulda (Abt von 1109–1114) erfolglos versuchte, die Burg für das Kloster Fulda zu erobern.
Erst 1119 wurde die Burg von dem Fuldaer Abt und Nachfolger Wolfhelms, Erlof von Bergholz, erobert, um dem von der Burg ausgehenden Raubrittertum ein Ende zu machen. Erster bekannter Burgherr war ein 1135 genannte Wigger von Hasela. Ob dieser aber schon dem Geschlecht der Haselsteiner zuzuordnen ist, wird in der Literatur unterschiedlich gewertet. Bekannt ist 1156 ein Gerlach von Haselstein, dem ausuferndes Raubrittertum in der Umgebung angelastet wurde. Das Fuldaer Ministerialengeschlecht der Haselsteiner sah die Burg als ihren Stammsitz an. Die Truppen des Fuldaer Abtes Markward I., der sich in seiner Amtszeit von 1150 bis 1165 stark für die Rückerlangung vieler entfremdeter Klosterbesitztümer einsetzte, belagerten die Burg Haselstein deshalb 1156. Gerlach von Haselstein musste fliehen. Erst 1170 gelang es seinen Nachkommen die Burg, fortan als Lehen, zurückzuerlangen. Ludger von Haselstein als bedeutender Vertreter der Haselsteiner stand um 1200 in Diensten von Kaiser Heinrich VI. und dessen Bruder, König Philipp von Schwaben. 1330 stirbt das Geschlecht mit dem Tod des Klerikers Heinrich von Haselstein aus.
Fulda vergab fortan kein Lehen mehr, sondern setzte Amtmänner als Verwalter ein, so auch die Herren von der Tann, die von dort aus das Amt Haselstein verwalteten. Gleichzeitig wird die Burg mehrere Male verpfändet, so unter anderem an das Geschlecht der Herren von Buchenau. 1465 ist die Burg wieder in fuldischem Besitz. Der spätere kursächsische Hofrat und Gesandte Eberhard von der Tann, der als Regent der Herrschaft Tann 1534 dort die Reformation einführte, wurde 1495 auf Burg Haselstein geboren.
Vom Ende des 13. Jahrhunderts bis etwa 1605 war die Burg Sitz des gleichnamigen fuldischen Oberamtes Haselstein.
Die Burg wurde 1512 letztmals genannt, als Dietrich von Ebersberg dort Amtmann war. Am Fuße des Burgberges wurde 1546 ein neues Amtshaus, Schloss Haselstein, errichtet, und die nicht mehr genutzte Burg verfiel bzw. diente als Steinbruch. Im Dreißigjährigen Krieg, besonders 1641/42, sollen die Reste der Befestigung der umliegenden Bevölkerung als Fluchtburg gedient haben.

## Beschreibung
Von der ehemaligen Burganlage sind nur noch geringe Reste der Umfassungsmauer und zwei Seiten des ehemaligen Torturms bzw. Torhauses mit Abmaßen von 9 mal 11 Metern vorhanden. Der heute vollständig verschwundene runde Bergfried hatte einst einen Durchmesser von rund sechs Metern. Östliche Mauerreste legen eine Vorburg oder Zwinger oberhalb von Kirche und Schloss nahe.
Seit 2019 werden die Reste der Burganlage saniert. Der zugehörige Eselskeller auf halber Höhe des Burgberges wurde schon von 2014 bis 2016 vom Heimat-, Kultur- und Geschichtsverein Haselstein (HKGV Haselstein) freigelegt und gesichert.
2021 wurden weitere Teile der Burg östlich der Burgmauer entdeckt und werden in Ausgrabungen archäologisch untersucht, erfasst und zum Teil freigelegt und gesichert. Ihre Datierung ins 16. Jahrhundert gibt zeitliche Rätsel auf, da schon ab 1546 das spätere Schloss Haselstein zu Füßen der Burg erbaut wurde. Im Rahmen der Untersuchungen und Arbeiten der letzten Jahre wird die Anlage vom Burgenforscher Joachim Zeune im Baubestand erfasst. Die Anlage wird vom Heimat-, Kultur- und Geschichtsvereins Haselstein (HKGV Haselstein) betreut und erhalten. Eigentümer des Schlossberges und Hauptfinanzierer des Burgsanierung ist der Hessenforst (Forstamt Burghaun). Die Burgruine ist ein Kulturdenkmal.